# 우즈호

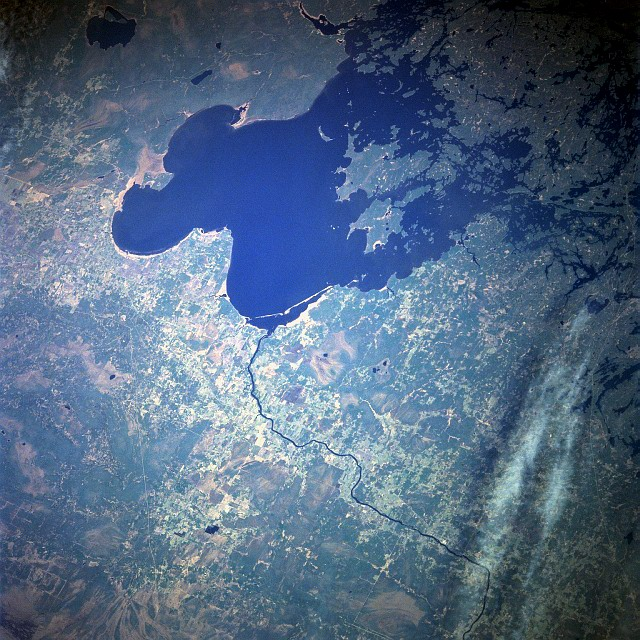
우즈 호

우즈호(영어: Lake of the Woods 레이크 오브 더 우즈[*], 프랑스어: Lac des Bois)는 미국 미네소타주와 캐나다 매니토바주 및 온타리오주의 경계를 이루는 호수이다.

## 같이 보기
- 미국-캐나다 국경